# ヴィルヘルム1世 (ヘッセン方伯)
ヴィルヘルム1世（ドイツ語：Wilhelm I., 1466年7月4日 - 1515年2月8日）は、ヘッセン方伯（在位：1471年 - 1493年）。

## 生涯
ヴィルヘルム1世はヘッセン方伯ルートヴィヒ2世とヴュルテンベルク伯ルートヴィヒ1世の娘メヒティルトの息子である。母親の影響を受けて、ヴィルヘルムは幼い頃から宗教に対し関心を持つようになった。叔父であり後見人でもあったハインリヒ3世が1483 年に亡くなった後、ヴィルヘルムは自ら国政を引き継いだ。1488年にブラウンシュヴァイク＝ヴォルフェンビュッテル公ヴィルヘルム2世の娘アンナ（1460年 - 1520年）と結婚し、5人の娘をもうけた。1491年から1492年にかけてパレスチナ、ローマ、ロレートへ巡礼を行った後、ヴィルヘルムはおそらく梅毒に罹患し、その結果かかった精神疾患のため、1493年6月3日に政府を弟のヴィルヘルム2世に委ねた。ヴィルヘルム1世はシュパンゲンベルク城に隠棲し、1515年に同城で死去した。
未亡人となったアンナ・フォン・ブラウンシュヴァイクはヘッセンを離れ、1520年にヴォルムスで亡くなり、同地のアンドレア教会（en）に埋葬された。

## 子女
- マティルデ（1489年 - 1493年）
- メヒティルト（1490年 - 1558年） - カッセル近郊のヴァイセンシュタイン修道院の修道女（1500年 - 1526年）、のち1527年にテクレンブルク伯コンラートと結婚
- アンナ（1491年 - 1513年） - カッセル近郊のアーナベルク修道院の修道女
- カタリーナ（1495年 - 1525年） - 1511年にアダム・フォン・バイヒリンゲンと結婚
- エリーザベト（1503年 - 1563年） - 1525年にプファルツ＝ツヴァイブリュッケン公ルートヴィヒ2世と結婚、1541年にプファルツ＝ジンメルン公ゲオルクと結婚